# Adil Abd al-Mahdi

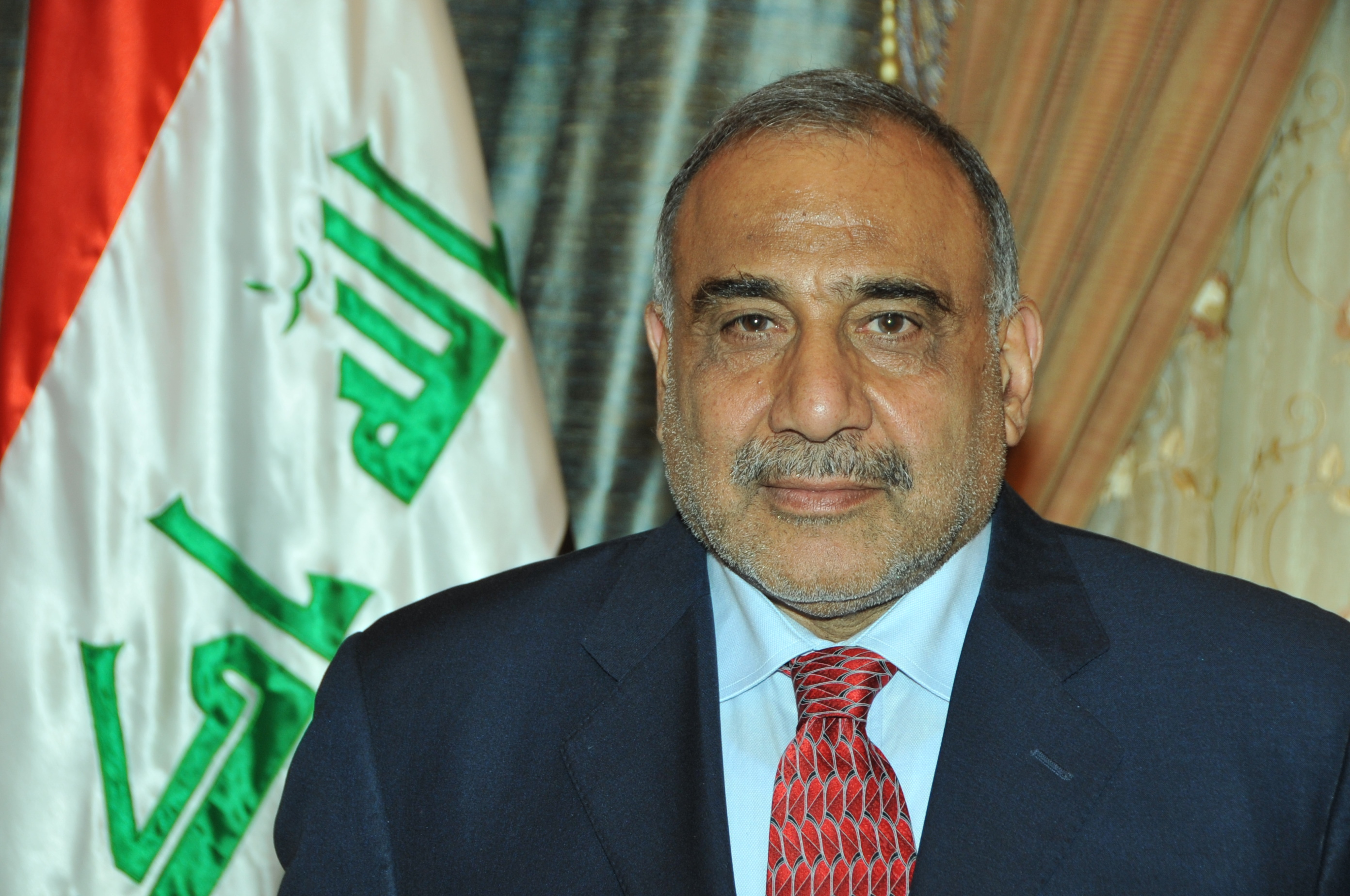
Adil Abd al-Mahdi (2008)

Adil Abd al-Mahdi  al-Muntafiki, auch Adil Abdelmahdi (arabisch عادل عبد المهدي المنتفكي, DMG ʿĀdil ʿAbd al-Mahdī al-Muntafikī; * 1942 in Bagdad) ist ein irakischer Politiker. Der Schiit war von 2005 bis 2011 Vizepräsident des Irak und somit Mitglied des irakischen Präsidialrates, dem auch noch der sunnitische Vizepräsident Tariq al-Haschimi und der kurdische Präsident Dschalal Talabani angehörten. Am 25. Oktober 2018 wurde er Ministerpräsident des Landes. Nach Protesten in der Bevölkerung trat er Ende November 2019 zurück, blieb aber bis zum Amtsantritt von Mustafa Al-Kadhimi geschäftsführend im Amt.

## Leben
Al-Mahdis Vater Abdul Mahdi Shobar führte Guerilla-Einheiten gegen die britische Besatzung nach dem Ersten Weltkrieg und war später Erziehungsminister unter König Faisal. Al Mahdi besuchte eine Jesuitenschule in Bagdad. Schon in jungen Jahren Mitglied der Baath-Partei, überwarf er sich mit dieser, wurde gefoltert und zum Tode verurteilt. 1969 floh er nach Frankreich, schloss sich den maoistischen Kommunisten an, studierte und promovierte in Wirtschaftswissenschaft. Er gehörte einer Abspaltung der Irakischen Kommunistischen Partei (IKP) an.
Nach der Iranischen Revolution 1979 wandte er sich dem Politischen Islam zu und gehörte zu den Mitbegründern der pro-iranischen, religiös geprägten Exilpartei SCIRI, die nach dem Sturz von Saddam Hussein im Irak eine tragende Rolle spielte. Er kehrte regelmäßig nach Frankreich zurück. Seine pro-iranischen Aktivitäten schmälerten seinen Einfluss nicht; er fungierte bei den Verhandlungen im Eurodif-Rechtsstreit über die Nichtlieferung von 10 % des erzeugten Urans aus der Urananreicherungsanlage bei Pierrelatte an Iran als Vermittler. Die iranische Regierung hatte einen vertraglichen Anspruch darauf, da der Schah Mohammad Reza Pahlavi 1974 eine Milliarde Dollar (und 1977 weitere 180 Millionen Dollar) in den Bau der Anlage investiert hatte. Im August 2007 bezeichnete das US-Magazin Newsweek Al-Mahdi als den Mann Frankreichs im Irak.
Aus der SCIRI ging die heutige einflussreiche Partei Oberster Rat für die Islamische Revolution im Irak her, die auch Teil des bei der Parlamentswahl am 30. Januar 2005 siegreichen Bündnisses Vereinigte Irakische Allianz ist. Ab 2004 war er Finanzminister, später für sechs Jahre Vizepräsident und schließlich von 2014 bis 2016 Ölminister.
2017 verließ er die SCIRI-Partei und trat als Unabhängiger an. Er versteht sich heute als säkularer Politiker und gilt als Mann des Ausgleichs sowie als Technokrat.
Als Staatspräsident Barham Salih 2018 sein Amt antrat, berief er überraschend Al-Mahdi zum Premierminister. Al-Mahdi besuchte im April 2019 Bundeskanzlerin Angela Merkel in Berlin und kündigte einen 14-Milliarden-Dollar-Plan zur Modernisierung der irakischen Strominfrastruktur in Zusammenarbeit mit Siemens an. Ende September 2019 vereinbarte Al-Mahdi mit China eine Beteiligung des Iraks an der Neuen Seidenstraße.
Anfang Oktober 2019 kam es zu wochenlangen Massenprotesten gegen den großen Einfluss der Islamischen Republik Iran auf die politische Führung im Irak, der zudem Korruption und Misswirtschaft vorgeworfen wurden. Daraufhin kündigte Al-Mahdi am 29. November 2019 seinen Rücktritt an und erfüllte damit eine zentrale Forderung der Demonstranten. Nach Annahme seines Rücktrittsgesuchs durch das Parlament blieb er geschäftsführend im Amt, bis am 7. Mai 2020 Mustafa Al-Kadhimi als sein Nachfolger vereidigt wurde.